# ERT3
ERT3 es un canal de televisión pública de Grecia, perteneciente a ERT. Se trata de un canal regional con sede en Salónica.

## Historia
El canal inició emisiones el 14 de diciembre de 1988 tras la fusión de los servicios estatales de radio y televisión en ERT, como una sola entidad. Empezó a emitir desde el norte de Grecia, aunque las emisiones llegaron a Atenas el 25 de marzo de 1989, con un retraso de tres horas en las emisiones tras el inicio de su programación regular, siendo utilizada por ERT para ocupar algunas frecuencias libres, a fin de no permitir su utilización por las televisiones municipales y privadas en fase de creación. Inicialmente emitió repeticiones de series antiguas de los dos canales principales (ET1 y ET2) y posteriormente produjo sus propias producciones, adquiriendo identidad propia.
En 1996, el canal cambió su sistema de transmisión de SECAM a PAL y la señal de ERT3 llegó al 64% de Grecia, siendo el primer canal de televisión griega en utilizar el estándar 16:9.
La decisión del gobierno de cerrar ERT el 11 de junio de 2013 marcó oficialmente el fin de las operaciones de la cadena de televisión. Sin embargo, los empleados decidieron permanecer en las instalaciones, desconociendo la decisión, y continuar produciendo programas de televisión en protesta. En noviembre de 2013, tras la evacuación de Radio Megaron en Atenas, desde donde NET había estado transmitiendo hasta entonces. ET3 se convirtió en el único canal de la empresa con los trabajadores, que posteriormente se conocería como ERT Open, donde estaba disponible junto con varios sitios web.
Desde agosto de 2014, ET3 ha estado reactivando transmisores en centros de transmisión en toda Grecia, tanto analógicos como digitales.
Tras el cierre de ERT, ET3 continuó transmitiendo, y el 28 de abril de 2015, el Parlamento aprobó una ley para su reapertura, que tuvo lugar el 11 de junio de 2015, dos años después del apagón. ET3 pasó a llamarse ERT3, inicialmente sin programación completa. Tras la reapertura de la matriz, le siguió ERT3, que se produjo oficialmente el 29 de junio de 2015. Su frecuencia volvió a la plataforma digital de ERT y emite en abierto y vía satélite con una programación completa.
El 28 de septiembre de 2020, ERT3 adoptó su actual imagen corporativa y empezó a emitir en HD.

## Programación
La programación del canal incluye programas informativos, culturales, musicales y deportivos, noticieros, películas, documentales y series extranjeras. Su programación informativa es variada. En cuanto a entretenimiento, emite principalmente documentales de producción extranjera, así como programas culturales y educativos griegos. Tras su reapertura en 2015, también emite numerosos programas relacionados con cada región del país.

## Imagen corporativa

2008 - 2015
2015 - 2020
Desde 2020